# Far Cry 4
Far Cry 4 è un videogioco sparatutto in prima persona sviluppato da Ubisoft Montreal e pubblicato da Ubisoft per PlayStation 3, PlayStation 4, Xbox 360, Xbox One e Microsoft Windows nel novembre 2014. È il successore del videogioco Far Cry 3 del 2012 e il quarto capitolo principale della serie Far Cry. Il gioco si svolge nel Kyrat, un immaginario paese himalayano. La storia principale segue Ajay Ghale, un giovane kyrati-americano, coinvolto in una guerra civile che coinvolge ľArmata Reale del Kyrat controllato dal tirannico re Pagan Min, e un movimento ribelle chiamato Sentiero ďOro. Il gameplay si concentra sul combattimento e sull'esplorazione; i giocatori combattono soldati nemici e pericolosi animali selvatici usando una vasta gamma di armi. Il gioco presenta molti elementi trovati in giochi di ruolo, come una trama ramificata e missioni secondarie. Il gioco include anche un editor di mappe e modalità multiplayer cooperativa e competitiva.
Annunciato a maggio 2014, lo sviluppo di Far Cry 4 è iniziato subito dopo l'uscita di Assassin's Creed III alla fine del 2012. Il team originariamente intendeva sviluppare un sequel diretto di Far Cry 3 che ne continuasse la storia, ma l'idea è stata successivamente scartata e il team ha deciso di sviluppare una nuova ambientazione e una nuova storia. Alcuni aspetti di Far Cry 4 sono stati ispirati dalla guerra civile nepalese e il costume dell'antagonista del gioco Pagan Min è stato ispirato dai film giapponesi Ichi the Killer e Brother. Il multiplayer competitivo del gioco è stato creato da Red Storm Entertainment mentre i segmenti Shangri-La della campagna sono stati gestiti da Ubisoft Toronto.
Far Cry 4 è stato accolto con un'accoglienza critica per lo più positiva al momento dell'uscita. I critici hanno elogiato il design del mondo aperto, la grafica, la colonna sonora e i personaggi, nonché le nuove aggiunte al gameplay e la ricchezza di contenuti. Tuttavia, ad alcuni critici non è piaciuta la storia e hanno trovato il gioco troppo simile al suo predecessore. Il gioco è stato un successo commerciale, vendendo sette milioni di copie entro la fine del 2014 ed è stato il più grande lancio nella storia della serie. Successivamente sono state pubblicate diverse versioni di contenuti scaricabili. Un successore, Far Cry 5, è uscito a marzo 2018.

## Trama
(Pagan Min alla fine del prologo)

### Ambientazione
Il gioco è ambientato nel Kyrat, una fertile regione ai piedi dell'Himalaya. La geografia di questo paese è veramente notevole, con scenari che variano da montagne innevate a pianure fiorite e grotte immense. Della storia del Kyrat, prima della colonizzazione inglese avvenuta nei primi anni del diciannovesimo secolo, le uniche informazioni giunte sino a noi sono quelle che affermano che la regione fu governata da un re affiancato da una ristretta cerchia di sacerdoti consiglieri, che lo aiutarono ad amministrare le risorse e a rapportarsi con il popolo.
Nel 1800, il paese divenne d'interesse per gli inglesi, che vi si insediarono e lo trasformarono in una colonia. Sotto il dominio inglese, l'economia della nazione cambiò radicalmente: furono impiantate parecchie coltivazioni di tè e furono scavate e scoperte parecchie miniere d'oro, che contribuirono a rendere il paese un'importante colonia e uno snodo fondamentale per l'invasione inglese dell'India. Il Kyrat ottenne la propria indipendenza negli anni quaranta del ventesimo secolo e il re si insediò di nuovo al potere. Negli anni cinquanta dello stesso secolo, un imprenditore locale fondò la Kyra Tea, la più importante fabbrica di tè del paese e le miniere d'oro furono nazionalizzate e poste sotto il controllo della società KEO. Proprio in quegli anni, il Kyrat ebbe il suo boom economico, che contribuì a rendere il paese uno dei più importanti produttori ed esportatori di tè dell'Asia; in quel periodo, furono costruite nuove fabbriche, strade e persino un aeroporto moderno. La ricchezza e il boom di questa nazione continuarono per tutti gli anni sessanta, settanta e per metà degli anni ottanta.
Nel 1987, scoppiò una violenta guerra civile tra i nazionalisti (che volevano rovesciare il re e instaurare un governo filo occidentale) e i realisti (il cui capo era Mohan Ghale, il padre del protagonista). In un primo momento, i realisti ebbero la peggio negli scontri armati. I nazionalisti, infatti, erano armati con fucili migliori ed erano finanziati dalla CIA. Quando la guerra sembrava ormai persa (dopo che i nazionalisti avevano fatto irruzione nel palazzo reale, uccidendo il re e la sua famiglia e ferendo Mohan Ghale), nel Kyrat arrivò Pagan Min, un giovane signore dell'oppio in compagnia dell'ultimo erede al trono della famiglia reale kyrati. Mohan Ghale e Pagan Min decisero di allearsi per sconfiggere i nazionalisti e per ridare il trono al legittimo erede. Quando i nazionalisti furono definitivamente sconfitti e debellati, con un'azione improvvisa, Pagan Min irruppe nel palazzo, uccise il legittimo regnante, fece giustiziare i realisti rimanenti e si autoproclamò re. I pochi realisti sopravvissuti (compreso Mohan) scapparono e si rifugiarono nell'entroterra. Pagan trasformò radicalmente il paese: le fabbriche vennero riconvertite in impianti per la raffinazione dell'oppio, i campi trasformati in piantagioni di droga, l'aeroporto chiuso ai normali passeggeri e adibito a trasportare l'oppio all'estero, i templi chiusi e saccheggiati, le miniere nazionalizzate e lavorate dagli schiavi e le torri campanarie trasformate in punti per diffondere la propaganda reale. L'esercito venne sciolto e sostituito dall'armata reale e dalla guardia reale.
Nel frattempo Mohan Ghale, dopo aver conosciuto la sua futura sposa Ishwari, decise di fondare un gruppo ribelle con i rimanenti membri dei realisti e di chiamarlo Sentiero d'Oro. L'armata reale, però, era troppo forte e ben armata per essere sconfitta da un gruppo di ribelli mal equipaggiato e presto il Sentiero d'Oro perse il controllo sul nord del Kyrat. Mohan, non sapendo più che fare per vincere la guerra e garantire un futuro migliore a suo figlio Ajay, decise di inviare sua moglie Ishwari al palazzo di Min per spiarlo e scoprire informazioni riguardo alla disposizione dell'esercito reale. Ma Ishwari ebbe una relazione con Pagan e, nel 1990, nacque una bambina, di nome Lakshmana. Mohan, appreso ciò, uccise Lakshmana, venendo ucciso a sua volta da Ishwari, che prese suo figlio Ajay e fuggì negli Stati Uniti. Nel frattempo Pagan, a causa della perdita della figlia, cadde in una spirale depressiva e lasciò il governo al suo luogotenente Yuma, il commercio dell'oppio alla sua servitrice Noore e al governatore Paul "De Pleur" Harmon. La storia del Kyrat nel ventunesimo secolo rimase pressoché invariata fino al 2014, quando Ajay Ghale torna nel suo paese d'origine per spargere le ceneri della madre e vedersela con il Sentiero d'Oro e Pagan Min.

### Campagna
Il giocatore veste i panni di Ajay Ghale: un giovane ragazzo tornato nel Kyrat per esaudire l'ultimo desiderio della madre Ishwari, ossia spargere le sue ceneri a Lakshmana. Al suo arrivo, Ajay si trova ben presto immischiato nella sanguinosa guerra civile tra i ribelli del Sentiero d'Oro e i soldati di Pagan Min, dispotico e autoproclamato re del Kyrat.
Ajay Ghale si trova in un bus diretto a Lakshmana, nel nord del Kyrat e un uomo dall'abbigliamento inusuale: Darpan gli chiede il passaporto. Dopo un po', il bus viene fermato da alcuni soldati dell'Armata Reale, che uccidono l'autista e iniziano a sparare addosso ai passeggeri. Darpan e Ajay sono gli unici a salvarsi: ben presto fa la sua comparsa il dittatore del Kyrat, Pagan Min. Egli prende Ajay sotto la sua ala e gli spiega parte del passato del Kyrat e di sua madre. Successivamente, Darpan viene portato nel laboratori sotterranei da Paul "De Pleur" Harmon e viene ucciso. Ajay è costretto ad affrontare una rocambolesca fuga su di un'auto, quando Sabal, uno dei leader del gruppo ribelle Sentiero d'Oro, fa irruzione nella guarnigione di Pagan.
Ajay sale su un'auto e viene scortato ad un rifugio da un soldato, che perde la vita quando l'auto si schianta contro un albero, precipitando in un burrone. Ajay si salva e prende il Kukri del suo defunto scortatore per poi ricevere l'ordine - da Sabal - di recarsi ad una torre radio. Qui, una valanga mette fine ad una sparatoria e Sabal porta Ajay a Banapur, la base del Sentiero d'Oro. Qui fa la conoscenza di Badhra ed Amita, che lo considera un "turista" e lo sottovaluta.
Per dimostrarle di essere sottostimato, Ajay distrugge una tana di lupi che attaccano il bestiame di un'anziana signora. Dopodiché disattiva una torre radio dell'Armata Reale - su richiesta di Sabal - e libera alcuni ostaggi e poi un avamposto.
Dopo aver fatto la conoscenza di Hurk Drubman Jr., Ajay compie alcune missioni per interesse dei due capi ribelli, che spesso litigano sulla strategia da adottare per rovesciare il regime di Pagan Min. Dopo essersi recato a casa Ghale (usata prima che la madre si trasferisse in America), trova Donald "Yogi" e Reggie, che gli iniettano una sostanza allucinogena a tradimento. Al suo risveglio, Ajay si trova nudo nell'Arena di Shanat, dove viene costretto dalla Dott.ssa Noore Najar a combattere contro soldati e predatori.
La donna rivela che è stata costretta da De Pleur a divenire una luogotenente di Pagan Min perché egli aveva preso in ostaggio la sua intera famiglia. Quando Ajay si reca alla Città del Dolore per catturare Paul, questo gli dice che il marito e i figli di Noore sono stati uccisi anni fa. Paul viene interrogato dai soldati del Sentiero d'Oro e rinchiuso a Banapur.
Successivamente, Ajay fa la conoscenza di Willis Huntley, un agente sottocopertura inviato dalla CIA che recluta Ajay ed insieme mandano a segno un attentato all'aeroporto nazionale Kyrati, dove uccidono tutti i soldati a sorvegliarlo. Willis porta Ajay sull'Himalaya per uccidere un ufficiale di Yuma Lau, braccio destro di Pagan Min. A lavoro compiuto, Willis abbandona Ajay su una montagna, che viene sedato da un soldato e portato alla prigione di Durgesh. Qui, Ajay conosce Yuma e fugge dalla località, recuperando il suo equipaggiamento.
Ajay viene costretto da Amita e Sabal ad uccidere Noore. Anche Yuma subisce la stessa sorte dentro una caverna. Più tardi, Ajay partecipa all'assalto della Fortezza Reale, che riesce, per poi decidere di andare a prendere Pagan Min.
Ajay entra nella stanza da pranzo di Pagan Min, che lo invita a consumare un pasto assieme. Dopo aver parlato del passato di Ajay e averlo fatto riflettere su tutto quello che ha fatto, Pagan affida ad Ajay due scelte, che determinano il finale.
- Ajay uccide Pagan Min

Ajay spara con una pistola a Pagan Min, liberando il Kyrat dalla sua tirannia, senza scoprire però l'importante significato, ignorato da Ajay, di Lakshmana.
- Ajay risparmia Pagan Min

Ajay risparmia Pagan Min e quest'ultimo gli rivela che Lakshmana era la sorellastra di Ajay, figlia di Ishwari e dello stesso Pagan Min. Inoltre, Pagan rivela ad Ajay che Mohan, padre del ragazzo, uccise Lakshmana per gelosia e che fu a sua volta ucciso da Iswhari per vendetta. Dopo il colloquio, Pagan ed Ajay si dirigono in un santuario vicino, dove Ajay lascia l'urna contenente le ceneri della madre. Quando Ajay esce dal santuario, trova Pagan Min su un elicottero che lo saluta, affidandogli il Kyrat. Prima che l'elicottero si allontani definitivamente, è comunque possibile abbatterlo e quindi uccidere Pagan.
- Finale alternativo

Un easter egg degli sviluppatori permette di concludere il gioco in meno di 20 minuti, tuttavia non giocando affatto. Quando Pagan Min chiede ad Ajay di attenderlo davanti alla tavola da pranzo all'inizio del gioco, il giocatore ha la possibilità di aspettarlo, invece di scappare. Dopo 15 minuti, Pagan torna da Ajay e gli racconta chi è Lakshmana. Dopo il dialogo, Pagan e Ajay si dirigono in un santuario vicino, dove Ajay lascerà l'urna contenente le ceneri della madre e, successivamente, tornerà in America. Il gioco si concluderà con i titoli di coda.

### Scelte

#### Amita
Seguendo le decisioni e le missioni di Amita, viene chiesto al giocatore di uccidere Sabal, per timore che possa fomentare una seconda guerra civile. Al giocatore spetta la scelta di obbedirle o di risparmiare Sabal, che comunque esce definitivamente di scena. Con Amita al comando, tutti i giovani del Kyrat verranno forzatamente arruolati nell'armata del Sentiero d'Oro per combattere l'esercito reale rimanente. Il giocatore è libero di uccidere Amita andando a Tirtha.

#### Sabal
Seguendo le decisioni e le missioni di Sabal, viene chiesto al giocatore di uccidere Amita. Al giocatore spetta la scelta di obbedirgli o di risparmiare Amita, che comunque esce definitivamente di scena. Con Sabal al comando, il Kyrat diventerà uno stato estremista, che punirà con la morte chiunque non professi o rispetti la religione locale. Il giocatore è libero di uccidere Sabal andando al tempio di Jalendu.

## Modalità di gioco
Far Cry 4 è un gioco di azione e avventura in prima persona. I giocatori assumono il controllo di Ajay Ghale, un kyrati-americano che sta cercando di spargere le ceneri della madre defunta nel paese immaginario del Kyrat. Ajay può utilizzare varie armi da fuoco a corto e lungo raggio, tra cui pistole, rivoltelle, fucili da caccia, fucili d'assalto, mitra, archi, lanciafiamme, lanciarazzi, lanciagranate e fucili di presione. Versioni più potenti di queste armi diventano disponibili dopo una considerevole progressione nel gioco. Le armi da lancio includono granate a frammentazione, bottiglie molotov e coltelli da lancio. Il gioco consente ai giocatori di mettersi al riparo per evitare scontri a fuoco ed eseguire abbattimenti corpo a corpo dall'alto o da vicino. A differenza delle puntate precedenti della serie, Far Cry 4 offre ai giocatori la possibilità di calciare oggetti e la capacità di nascondere i cadaveri dei nemici.
I giocatori possono utilizzare una varietà di metodi per affrontare le missioni. Ad esempio, i giocatori possono utilizzare la furtività per eludere i nemici e completare gli obiettivi senza essere notati, oppure hanno anche la possibilità di assalire i nemici con armi da fuoco e veicoli. Il personaggio del giocatore è dotato di una fotocamera digitale, che gli consente di contrassegnare ed evidenziare tutti i nemici, gli animali e i bottini visibili. I giocatori possono anche cavalcare elefanti, che fungono da armi offensive simili a carri armati. I giocatori possono lanciare esche verso i nemici, che attirano la fauna selvatica vicina che è ostile sia al giocatore che ai nemici. I giocatori possono anche cacciare e scuoiare animali.
Il gioco presenta un ambiente open world che è gratuito per i giocatori da esplorare. Presenta diversi ambienti, tra cui foreste, fiumi e montagne. Per consentire ai giocatori di spostarsi più velocemente da un luogo all'altro, il gioco presenta vari veicoli, inclusi buggy, camion e veicoli acquatici come i motoscafi. I giocatori possono guidare e sparare allo stesso tempo e possono abilitare la guida automatica, in cui l'intelligenza artificiale del gioco assume il ruolo di controllo del veicolo e guida i giocatori verso i loro obiettivi. I giocatori possono anche dirottare altri veicoli durante la guida. Il Buzzer o un girocottero, quest'ultimo viene introdotto nel gioco e consente ai giocatori di ottenere un vantaggio tattico dall'aria. Nel gioco sono presenti anche paracadute, tute alari e rampini; questi oggetti aiutano i giocatori a superare le scogliere e a navigare rapidamente nell'ambiente. Parti del gioco si svolgono a Shangri-La, un mistico mondo dei sogni in cui i giocatori combattono i demoni nei panni del guerriero Kyrati Kalinag. Mentre sono a Shangri-La, i giocatori sono accompagnati da una tigre ferita che funge da loro compagna. I giocatori possono impartire comandi alla tigre, che li assiste in battaglia.
Il mondo di gioco è diviso in due metà: Nord e Sud Kyrat. I giocatori iniziano nel Kyrat meridionale e sono liberi di esplorarlo quasi immediatamente, ma possono sbloccare il Kyrat settentrionale solo nel corso della storia. La mappa si apre progressivamente liberando i campanili, liberandoli dall'influenza di Pagan Min e permettendo al Golden Path di espandersi. Queste torri aiutano i giocatori a rivelare nuove aree e segnare nuovi luoghi di interesse sulla mappa. Il mondo è disseminato di avamposti controllati da Pagan Min, che possono essere infiltrati dai giocatori. Si possono trovare anche quattro avamposti più grandi, o fortezze, e presentano difese più forti e combinazioni di nemici più difficili. Se i giocatori liberano con successo questi avamposti, serviranno come punti di viaggio rapido, consentendo una rapida navigazione nel mondo di gioco. Diventano disponibili anche missioni e missioni aggiuntive. Ci sono molte missioni secondarie che possono essere completate, inclusi salvataggio di ostaggi, missioni di smaltimento delle bombe e missioni di caccia. Le parti degli animali raccolte possono quindi essere utilizzate per creare nuove borse e cinture.
Come i suoi predecessori, il gioco presenta alcuni elementi da gioco di ruolo. I giocatori possono guadagnare punti esperienza completando le missioni e sconfiggendo i nemici, e questi punti esperienza possono essere spesi per potenziamenti e per le prestazioni. Ci sono due serie di abilità tra cui i giocatori possono scegliere, chiamate The Tiger e The Elephant. I potenziamenti Tiger migliorano principalmente le abilità offensive dei giocatori, mentre i potenziamenti Elefante migliorano le abilità difensive dei giocatori. Durante il gioco si verificano una serie di eventi casuali e incontri ostili; ad esempio, il giocatore potrebbe essere attaccato inaspettatamente da un'aquila, essere investito da un'auto o assistere all'attacco di un animale. I giocatori possono accumulare karma eseguendo azioni gentili nei confronti dei ribelli, ad esempio assistendoli nelle battaglie quando vengono attaccati dalla fauna selvatica o dai nemici. In questo modo i giocatori avranno sconti sull'acquisto di nuovi oggetti presso le stazioni di scambio, I giocatori possono anche acquisire esperienza raccogliendo oggetti come maschere, poster di propaganda e ruote di preghiera. C'è anche una modalità Arena, in cui i giocatori combattono nemici umani e animali per punti esperienza e ricompense aggiuntive.

### Multigiocatore
Far Cry 4 presenta una modalità multiplayer cooperativa nota come "Guns for Hire", che supporta fino a due giocatori. La modalità è separata dalla campagna del gioco e i giocatori sono liberi di esplorare il mondo di gioco, sconfiggere i nemici e infiltrarsi negli avamposti con il loro compagno. Oltre alla modalità cooperativa, i giocatori possono accedere a diverse modalità multiplayer competitive che hanno una struttura asimmetrica. I giocatori giocano come membri Rakshasa o Golden Path. I Rakshasa sono equipaggiati con archi e frecce e hanno la capacità di teletrasportarsi e di evocare la fauna selvatica per assisterli e ottenere trasparenza, mentre i membri del Golden Path sono dotati di pistole ed esplosivi e hanno accesso a veicoli corazzati. Conosciute come "Battaglie del Kyrat", i giocatori combattono l'uno contro l'altro in tre modalità, chiamate Avamposto, Propaganda e Maschera demoniaca. Far Cry 4 contiene anche un editor di mappe che consente agli utenti di creare e condividere contenuti personalizzati. Simile a quello di Far Cry 3, i giocatori possono creare le proprie mappe personalizzando i paesaggi e posizionando edifici, alberi, fauna selvatica e veicoli. Tuttavia, l'editor delle mappe non supportava i livelli multiplayer competitivi al momento del lancio. Il supporto multiplayer è stato aggiunto al gioco il 3 febbraio 2015.
Da maggio 2023 i server PS4 sono rotti, rendendo i relativi trofei inottenibili. Inoltre Ubisoft non ha rilasciato alcuna dichiarazione al riguardo. Ad ottobre il titolo è stato rimosso dal catalogo del PlayStation Plus Extra e solo il 20 gennaio 2024 sono stati risolti i problemi.

## Personaggi
- Ajay Ghale: protagonista e personaggio giocabile. Figlio di Mohan e Ishwari Ghale. In italiano è doppiato da Federico Viola.
- Pagan Min: antagonista principale del gioco e dittatore del Kyrat, salito al potere spodestando e assassinando il precedente monarca. È un uomo spietato e crudele ma arguto e intelligente. In italiano è doppiato da Claudio Moneta.
- Hurk: membro del gruppo ribelle Sentiero d'Oro e protagonista del DLC La redenzione di Hurk. Questo personaggio era già apparso in un DLC del precedente capitolo. In italiano è doppiato da Luca Sandri.
- Paul "De Pleur" Harmon: antagonista secondario del gioco, comandante dell'armata reale e uno dei principali luogotenenti di Pagan. È un uomo brutale, sadico e psicopatico, che ama torturare e terrorizzare le persone. In italiano è doppiato da Claudio Colombo.
- Yuma Lau: Antagonista secondaria del gioco. È il braccio destro di Pagan Min, comandante della guardia reale e direttrice della prigione di Durgesh. In italiano è doppiata da Debora Magnaghi.
- Donald "Yogi" e Reggie[1]: sono due tossicodipendenti che truffano e derubano i turisti e vivono abusivamente in casa Ghale. In italiano sono doppiati rispettivamente da Andrea Bolognini e Maurizio Merluzzo.
- Sabal: uno dei leader del gruppo ribelle Sentiero d'Oro. Conservatore attaccato alle tradizioni e alla religione, le sue idee sono sempre in contrasto con quelle di Amita. In italiano è doppiato da Luca Ghignone.
- Amita: una dei leader del gruppo ribelle Sentiero d'Oro, prima guerrigliera femmina del Sentiero d'Oro. Progressista che ripudia le tradizioni e la religione, le sue idee sono sempre in contrasto con quelle di Sabal. In italiano è doppiata da Loretta Di Pisa.
- Darpan: membro del gruppo ribelle Sentiero d'Oro. In italiano è doppiato da Stefano Albertini.
- Bhadra: membro del gruppo ribelle Sentiero d'Oro. Si pensa possa essere la nuova Tarun Matara, l'incarnazione della sposa di Banashur nella mitologia del Kyrat, praticamente una dèa in Terra. In italiano è doppiata da Valentina Pallavicino.
- Longinus: fornitore di armi e membro del gruppo ribelle Sentiero d'Oro. Ex signore della guerra africano, dopo essere stato ferito in una battaglia ed essere stato curato da Padre Maliya, personaggio apparso in Far Cry 2, si avvicina alla religione e si fa battezzare, trasferendosi successivamente nel Kyrat sulle tracce dei diamanti provenienti dall'Africa. In italiano è doppiato da Silvio Pandolfi.
- Dott.ssa Noore Najaar: vice Lord del Kyrat e supervisore del traffico di droga; gestisce l'arena di Shanath. In italiano è doppiata da Marina Thovez.
- Mohan Ghale: padre di Ajay e fondatore del gruppo ribelle Sentiero d'Oro. Marito di Ishwari, è un ex ufficiale della guardia reale del Kyrat, al servizio della famiglia reale prima che Pagan Min la spodestasse.
- Ishwari Ghale: madre di Ajay e fondatrice del gruppo ribelle Sentiero d'Oro. Moglie di Mohan, ex Tarun Matara e amante di Pagan Min, apparentemente sfrutta la sua posizione per spiarlo e fornire informazioni ai ribelli. A lei si deve il nome del gruppo ribelle.
- Divya Kandala: giornalista britannico.
- Rabi Ray Rana: speaker che lavora a Radio Kyrat Libero. In italiano è doppiato da Paolo De Santis.
- Agente Willis: agente sotto copertura americano che lavora per la CIA, già presente in Far Cry 3. In italiano è doppiato da Alessandro Conte.

## Sviluppo
Lo sviluppo del gioco è stato guidato da Ubisoft Montreal, che ha rilevato lo sviluppo del franchise di Far Cry dopo l'uscita di Far Cry: Instincts nel 2005. Ulteriori sviluppi sono stati gestiti da altri quattro studi interni di Ubisoft: Ubisoft Toronto, Red Storm Entertainment, Ubisoft Shanghai e Ubisoft Kiev. Lo studio di Montréal ha lavorato alla campagna del gioco, lo studio di Toronto ha lavorato ai segmenti Shangri-La della campagna, Red Storm ha gestito lo sviluppo del multiplayer competitivo, lo studio di Shanghai ha lavorato alle missioni di caccia e lo studio di Kyiv ha sviluppato la versione per PC del gioco. Lo sviluppo del gioco è iniziato alla fine del 2012, dopo la spedizione di Assassin's Creed III. Il direttore creativo del gioco è Alex Hutchinson, che in precedenza aveva lavorato a Maxis's Spore e Assassin's Creed III. Il gioco funziona con una versione aggiornata del motore Dunia 2 utilizzato in Far Cry 3.

### Design del gioco
Durante il brainstorming delle idee per il nuovo gioco di Far Cry, il team di sviluppo aveva originariamente pianificato di sviluppare un sequel diretto di Far Cry 3. Il sequel sarebbe stato ambientato sulla stessa isola tropicale, si sarebbe espanso sulla storia del protagonista e avrebbe riportato in vita dei personaggi, come l'antagonista secondario di Far Cry 3, Vaas Montenegro. Tuttavia, dopo quattro giorni, il team ha scoperto che un sequel non era ciò che volevano ottenere. Di conseguenza, hanno deciso di scartare l'idea e costruire un gioco nuovo di zecca con una nuova ambientazione e un nuovo set di personaggi. Il team ha adottato un approccio "vogliamo tutto", in cui speravano di sperimentare tutti i tipi di idee. Alcuni membri del team speravano che il gioco avrebbe permesso ai giocatori di volare, il che ha portato alla verticalità del gioco. Il direttore del gioco sperava anche che i giocatori sarebbero stati in grado di cavalcare un elefante furioso, in un luogo con "montagne esotiche" e "cultura unica". Ciò ha portato al concetto di un ambiente montuoso e all'introduzione degli elefanti nel gioco. Gli sviluppatori volevano che i giocatori considerassero Far Cry 4 un'esperienza a sé stante, e quindi hanno evitato di riportare in vita i personaggi di Far Cry 3 tranne Willis e Hurk. La decisione di riportare indietro i due è stata presa perché il team ha pensato che avrebbero dovuto fornire alcuni riferimenti ai giochi precedenti della serie, poiché tutti i giochi sono ambientati nello stesso universo anche se non sono direttamente correlati.
Alcuni degli elementi di gioco sono stati presi direttamente da Far Cry 3: Luoghi esotici, caccia e la libertà per i giocatori di completare le missioni attraverso approcci diversi sono stati mantenuti in questo capitolo. Il team sperava che incorporando ed espandendo queste idee, introducendo nuove funzionalità, avrebbero potuto rendere Far Cry 4 un'evoluzione per la serie. Di conseguenza, le dimensioni degli avamposti del gioco sono diventate più grandi e ai giocatori sono state date più opzioni per personalizzare le proprie armi. Il team si è anche reso conto che i giocatori trascorrevano molto tempo interagendo con il mondo aperto di Far Cry 3 e ha deciso di dedicare più impegno e risorse alla progettazione del mondo e di aggiungere più missioni al gioco.
All'interno del gioco compaiono alcune opere dell'artista francese C215, il quale diventa di fatto il primo street artist virtuale della storia.

### Ambientazione e personaggi
L'ambientazione del gioco, Kyrat, è un paese immaginario nella regione dell'Himalaya. Durante la creazione di Kyrat, gli sviluppatori hanno unito elementi provenienti da regioni del mondo reale tra cui India, Nepal e Tibet, ma hanno esagerato tali elementi. La dimensione della mappa è simile a quella di Far Cry 3, ma è più densa, diversificata e presenta ambienti più vari. Gli sviluppatori speravano che i giocatori potessero provare un senso di esplorazione durante il viaggio tra i diversi terreni. Il team sperava anche che la nuova location potesse essere credibile, pur rimanendo interessante per i giocatori. Di conseguenza, hanno creato un'identità per il Kyrat facendo cose come l'aggiunta di diversi cartelli al gioco e creando una mitologia e una religione immaginarie per il Kyrat. Il mondo di gioco è stato anche progettato per ospitare nuove funzionalità come l'elicottero e il rampino. Nel tentativo di far sembrare il mondo reale, il team ha aggiunto miglioramenti al design delle missioni secondarie. Invece di essere semplicemente attività da completare per i giocatori, le missioni sono guidate dalla narrazione, il che è stato fatto per aumentare la connessione tra loro e il mondo. Al fine di aumentare la credibilità del mondo del gioco, lo studio ha inviato una squadra in Nepal per sperimentare e registrare la cultura locale, in modo che potessero riportare quelle idee in studio. Secondo lo sviluppatore, il viaggio ha cambiato il design del gioco; l'attenzione si è spostata dalla guerra civile del gioco, che si ispira alla guerra civile nepalese del mondo reale, allo sviluppo di personaggi unici e interessanti.
Uno dei personaggi più acclamati dalla critica del gioco è il suo principale antagonista Pagan Min, un intruso straniero che usurpa il governo del Kyrat dalla sua famiglia reale e prende il nome dallo storico re birmano all'interno della tradizione della serie. La squadra sperava che i giocatori sarebbero stati "scioccati, stupiti e incuriositi" da lui in ogni incontro. Min ha una relazione complessa con il personaggio giocabile, Ghale, poiché il team voleva che i giocatori indovinassero le intenzioni di Min e gli aggiungessero uno strato di mistero. Il team inizialmente sperava di avere un cattivo che avesse una "mentalità punk-rock", ma l'idea fu abbandonata poiché il team pensava che il concetto non fosse originale. Il costume rosa che Min indossa durante il gioco è stato ispirato da Beat Takeshi dal film Brothers e Kakihara, un personaggio di Ichi the Killer. Min è progettato per essere sadico ma sicuro di sé, e il team ha assunto Troy Baker per fornire la voce a Min, poiché pensavano che la voce di Baker fosse abbastanza carismatica da adattarsi a Min. Secondo Baker, Ubisoft gli ha dato una sceneggiatura per l'audizione ma lui ha scelto di non seguirla, e invece ha deciso di minacciare di tagliare la faccia a un assistente usando il tono di Min. L'intervistatore era molto soddisfatto della performance di Baker e decise di ingaggiarlo per il lavoro. Per quanto riguarda Ghale, è stato progettato per essere "magro", e il suo retroscena è stato progettato per essere rivelato man mano che i giocatori avanzano nella storia del gioco. Secondo il direttore narrativo del gioco, Mark Thompson, Ghale apprende la storia e la cultura del Kyrat insieme ai giocatori. Gli sviluppatori speravano anche che Ghale potesse essere un personaggio accessibile per i giocatori.
Col senno di poi, il team ha considerato la storia di Far Cry 3 "grande", anche se pensavano che fosse separata dal mondo di gioco. Al fine di aumentare l'azione dei giocatori e rendere la storia più connessa al mondo per i giocatori, il team ha introdotto una trama ramificata che richiedeva ai giocatori di fare scelte che avrebbero portato a risultati diversi e avrebbero alterato il finale del gioco. Il team sperava che aggiungendo delle scelte, avrebbero potuto aggiungere ulteriore profondità e significato alla campagna del gioco. Thompson ha aggiunto che hanno distorto la storia di Far Cry 3 per Far Cry 4 e hanno reso gli estranei i cattivi invece degli eroi. La squadra lo considerava un "rischio", ma volevano provare qualcosa di diverso.
Per le missioni nello Shangri-La, il team voleva avere una struttura simile alle missioni fungo di Far Cry 3: un gioco nel gioco. Le missioni Shangri-La non sono legate al Kyrat, ma giocano un ruolo importante nella narrativa del gioco. Durante la creazione di questi segmenti, il team ha posto molta enfasi sull'uso dei colori. Speravano che la visione artistica di Far Cry 4 non presentasse alcuna somiglianza con altri tipici giochi sparatutto. È stato originariamente progettato per essere un piccolo mondo aperto, ma in seguito è stato convertito in un'esperienza lineare a causa dei limiti di tempo e delle enormi differenze creative tra gli sviluppatori. Il team in seguito ha deciso di semplificarlo e di reinventarlo in un "mondo antico e naturale". È composto da cinque diversi colori. Il colore principale di Shangri-La è l'oro; gli sviluppatori pensavano che usare l'oro come base aggiungesse "calore" al mondo dei sogni. Nel frattempo, il rosso è stato usato pesantemente per aggiungere un senso di stranezza, oltre che per stabilire un legame con la narrativa e la storia del gioco. L'arancione era usato come colore di interazione, mentre il bianco era usato per aggiungere purezza al mondo. Il blu è l'ultimo dei colori principali di Shangri-La e rappresenta i pericoli e l'onore.

### Multiplayer
Ubisoft ha promesso che Far Cry 4 avrebbe avuto molto di più di un elemento multiplayer rispetto a Far Cry 3. Alcuni elementi che sono stati scartati per Far Cry 3 a causa dei limiti di tempo sono stati presentati in Far Cry 4, come la modalità multiplayer cooperativa "Guns for Hire. Costruire un'esperienza cooperativa era l'obiettivo del team fin dall'inizio dello sviluppo del gioco. Originariamente concepito per essere una modalità separata, è stato successivamente realizzato per essere integrato perfettamente nella campagna principale. Il multiplayer competitivo del gioco è stato progettato per dare libertà ai giocatori, consentendo ai giocatori di progredire e sconfiggere i nemici in una varietà di modi diversi. Red Storm Entertainment ha anche preso in considerazione il feedback dei giocatori sull'aspetto multiplayer di Far Cry 3 e ha deciso di includere i veicoli nel gioco. Gli sviluppatori hanno scelto una struttura asimmetrica per questa modalità, in modo che i giocatori potessero avere esperienze diverse in partite diverse, oltre a rendere le partite più caotiche. Gli sviluppatori originariamente avevano pianificato di includere personaggi giocabili femminili, ma il piano è stato scartato a causa di problemi di animazione. Ubisoft ha annunciato un'offerta "Keys to Kyrat" per i giocatori che possedevano una copia del gioco per PlayStation 3 o PlayStation 4. Consente a quei proprietari di inviare chiavi di gioco a un massimo di altre dieci persone che non possiedono una copia del gioco. I giocatori a cui viene offerta una chiave possono unirsi alla persona che ha inviato loro la chiave e giocare in modalità cooperativa per due ore.

### Musica
Cliff Martinez è stato assunto per lavorare alla colonna sonora del gioco. È uscita un'edizione su due dischi che contiene 30 tracce ascoltate nel gioco e un'edizione deluxe che contiene 15 tracce extra. L'album è stato pubblicato poco prima dell'uscita del gioco e ha ricevuto recensioni positive. Un elogio particolare è stato rivolto all'uso di strumenti tradizionali nepalesi che, combinati con campioni elettronici, suggerivano un'azione ad alto numero di ottani e meraviglia mistica.

## App correlate
Esistono due app correlate per iOS e Android, Arena Master e Arcade Poker.
La prima è un gioco di strategia dove si deve gestire l'arena e combattere contro i campioni di Noore, mandando soldati e predatori, recuperabili poi con i Lavoratori Preda, a compiere missioni nel Kyrat.
La seconda è un gioco di poker sincronizzabile con Uplay per ottenere soldi extra.